# Монастырь Святой Троицы (Спармос)
Монастырь Святой Троицы — мужской православный монастырь, расположен на юго-западном склоне Олимпа на высоте 1000 метров над уровнем моря. Находится в 28 километрах от центра епархии города Элассона, нома Лариса, Фессалия.

## История
Монастырь был построен над селом Спармос, которое под именем Сфаримон, упоминается в хрисовуле (Золотая булла) императора Андроника III Палеолога 1336 года. 
Достоверной датой основания самого монастыря не располагаем. Историки предполагают, что монастырь построен в начале турецкого владычества, в середине 16-го века, основываясь на монастырской хронике, упоминающей монастырь в 1602 году и реставрацию монастыря в 1633 году. 
Первая Архипелагская экспедиция русского флота в ходе русско-турецкой войны (1768—1774) вызвала очередное восстание в греческих землях. Капитаны клефтов Олимпа Зидрос и Лазос, на короткое время, освободили свои регионы, но под давлением албанских сил, призванных османами подавить восстание, ушли в Среднюю Грецию. Пытаясь утихомирить регион, турки предоставили им статус арматолов. Зидрос получил под свой контроль треугольник между городами Сервиа – Катерини (город) – Платамонас. Лазос получил регион Элассоны и Олимпа. При этом, оба капитана не разрешали присутствие вооружённых турок и албанцев в своих регионах. 
Поражение восстания и присутствие в греческих землях бесконтрольных иррегулярных албанских орд привели к десятилетию хаоса и террора. Население Пелопоннеса, греки и турки, призвали султана избавить их от албанцев, но это удалось Хасан Паше только к 1779 году. 
В Фессалии от албанских набегов пострадали Трикала, Волос (город), сёла горы Пелион и Элассоны. Албанцами был сожжён и снесён до основания соборный храм Ларисы «Святой Ахиллион».
В 1774 году 4 тысячи турко-албанцев совершили налёт на регион контролируемый капитаном Зидрасом. Зидрас был не в состоянии остановить эти силы. Монастырь «Святой Троицы» Спармоса был разграблен. 
Усилиями жителей монастырь был восстановлен. При этом, подкупив турецких чиновников, монастырь начал строить «метохи» (Подворье), не получив предварительно разрешение из Константинополя. В результате, 2 февраля 1780 года, подворье было сожжено султанскими войсками. Одновременно и по аналогичной причине были разрушены церковь в селе Кефаловрисо и церковь в Элассоне, построенная возле мечети, а также росписи в церкви «Святой Параскевы» в селе Дзаридзани. Были арестованы епископ Парфений, игумен Герасим, старейшины 7 сёл и 3 турецких чиновника. Отправленные в тюрьму в македонскую столицу, город Фессалоники, старейшины были освобождены через год, кроме одного, умершего от лишений. Епископ Парфений и игумен Герасим провели в ссылке 4 года. Двое из трёх турецких чиновников были умерщвлены. Монастырь, епископия и старейшины были обязаны выплатить османским влаястям около 40 тысяч турецких грошей. 
Монастырь внёс значительный вклад в новогреческое просвещение. Его библиотека содержала книги не только богословского содержания, но и по математике, философии, медицине и географии. 
Одним из её монахов, ставшим также на 3 месяца в 1791 году игуменом монастыря, был Ион, получивший по имени монастыря фамилию Спармиотис. Позже G.Deschamps упоминает Иона Спармиотиса, преподающего арифметику и алгебру в фессалийском городе Амбелакия, используя трактаты Клеро. 
Монашеское братство, которое иногда достигало 150 монахов и прислуги, занималось также ремеслом переплёта книг, переписывало тексты и издавало книги. 
В отличие от всей остальной Фессалии, воссоединившейся с Грецией в 1881 году, епархия Элассоны оставалась в пределах Османской империи до начала Балканских войн в 1912 году. 
В силу этого, в начале в ходе Борьбы за Македонию, в монастыре останавливались отряды греческих македономахов (борцов за воссоединение Македонии с Грецией), на своём пути из Греческого королевства в османскую Македонию. 
Епархия Элассоны была освобождена греческой армией в 1912 году. В 1928 году, вместе с другими монастырями и церквями, Константинопольская православная церковь передала монастырь Святой Троицы Спармоса Элладской православной церкви и монастырь перешёл в ведомство митрополита Элассоны. 
Во время тройной германо-итало-болгарской оккупации Греции, в течение карательных операций германских войск против греческих партизан, в апреле 1943 года, село Спармос было полностью разрушено. После окончания войны, оставшиеся в живых жители переселились в близлежащее село Олимпиада. От села Спармос сохранились только развалины и восстановленная церковь «Святого Николая».

## Монастырский комплекс Святой Троицы
Монастырский комплекс имеет прямоугольную форму и окружён высокой каменной оградой и двухэтажными кельями. Комплекс включает в себя Кафоликон , «метохи» (Подворье), в пределах которого находятся часовни «Святого Харлампия» и Святого Иоанна, внешний крытый источник и, на маленьком расстоянии к северо-востоку, кладбищенскую часовню «Всех Святых». Не доезжая до монастыря один километр (сам монастырь расположен на склоне Олимпа и за ним уже нет дороги), расположены часовни Святой Кириакии, Святого Мефодия. В центре монастырского комплекса расположен соборный храм. Кафоликон посвящён «Панагии» (Богородица) и Троице. Храм имеет прямоугольную форму и построен из местного камня, образуя 4 единства: экзонартекс (Притвор), лити (греч. η λιτή –внутренний нартекс), основной храм и священное вима (русск. алтарь). Храм крыт снаружи двух-скатной черепичной крышей (вероятно поздняя конструкция), и изнутри плоским деревянным потолком. Описания начала 19-го века говорят о том, что у храма был купол, но информации о времени и причине его разрушения нет. Над западным входом в храм сохранилась надпись, информирующая о реставрации и росписи кафоликона в 1633 году. Росписи повторяют традицию той эпохи – в главном храме росписи делятся на 4 пояса, кроме западной стороны, где поясов 3. В нижней зоне западной стены изображены святые, а в верхней сцены из жизни Богородицы. На остальных стенах храма изображены в полный рост «Военные святые», мученики и врачи Бессребреники.

## Кодекс монастыря
Первоначальный кодекс пропал во время разграбления монастыря албанцами в 1774 году. Сохранившийся Кодекс Святой Троицы (Спармос) написан в период 1800-1877 годов. Кодекс даёт информацию о монастыре, а также о истории и экономике региона в период 1602 – 1877 годов. Кодекс Святой Троицы - один из основных источников для исследователей, изучающих историю региона в османский период.

## Сегодня
Сегодня братство «Святой Троицы» насчитывает 4 монаха. Монастырь принимает посетителей и празднует в день «Святого Духа» (понедельник, 7 недель после Пасхи)